# Pedro Rizzo
Pedro Rizzo, född 3 maj 1974 i Rio de Janeiro, Brasilien, är en MMA-utövare som bland annat tävlat i UFC och Pride. Han har bland annat besegrat UFC-mästarna Mark Coleman, Dan Severn, Josh Barnett, Andrei Arlovski, Ricco Rodriguez, och Ken Shamrock. I början av 2000-talet gick Rizzo tre titelmatcher om UFC:s mästartitel men förlorade alla tre.
Rizzo gick sin första professionella MMA-match i oktober 1996 och var obesegrad i sina nio första matcher. Efter att ha vunnit sina fem första matcher skrev han kontrakt med UFC och gick sin första match i organisationen i januari 1999. Totalt gick han 14 matcher i organisationen och vann 9 av dem innan han debuterade i den japanska organisationen Pride i juni 2005.